# PC 엔진 GT
PC 엔진 GT(PC Engine GT, 일본어: PCエンジンGT)는 NEC 홈 일렉트로닉스에서 발매된 휴대용 PC 엔진이다. 일본에서 1990년 12월 1일 발매되었다.
전용 카트리지밖에 사용할 수 없는 닌텐도의 게임보이와는 달리 PC 엔진용의 모든 휴카드를 사용할 수 있으며, 칼라 액정을 채택하였다. 별매의 TV 튜너를 사용하여 TV로 활용할 수 있는 특징이 있지만, 2.6인치의 작은 액정 화면과 짧은 사용 시간으로 판매량은 게임보이에 한참 뒤처진다. 또, 확장 슬롯이 없으므로 PC 엔진의 주변 기기는 사용할 수 없다.

## 같이 보기
- PC 엔진